# 3-й провулок Чернишевського (Мелітополь)
3-й провулок Чернишевського — провулок у місті Мелітополь. Починається від вулиці Чернишевського і закінчується на провулку Петропавлівського. Має одне тупикове відгалуження. Складається переважно з приватного сектора. Покриття асфальтне (низької якості) і ґрунтове.

## Назва
Провулок названий на честь Миколи Чернишевського (1828–1889) — російського філософа-утопіста, публіциста, письменника і революціонера.
Це останній за порядковим номером з трьох провулків Чернишевського. Також в Мелітополі є однойменна вулиця. Крім того, у 1939 році в офіційних постановах згадується форштадт Чернишевського (форштадтами в Мелітополі називалися аналоги провулків).

## Історія
Точний час виникнення провулка невідомий. Вперше про нього згадано 20 грудня 1946 у протоколах засідання міськвиконкому.

## Галерея

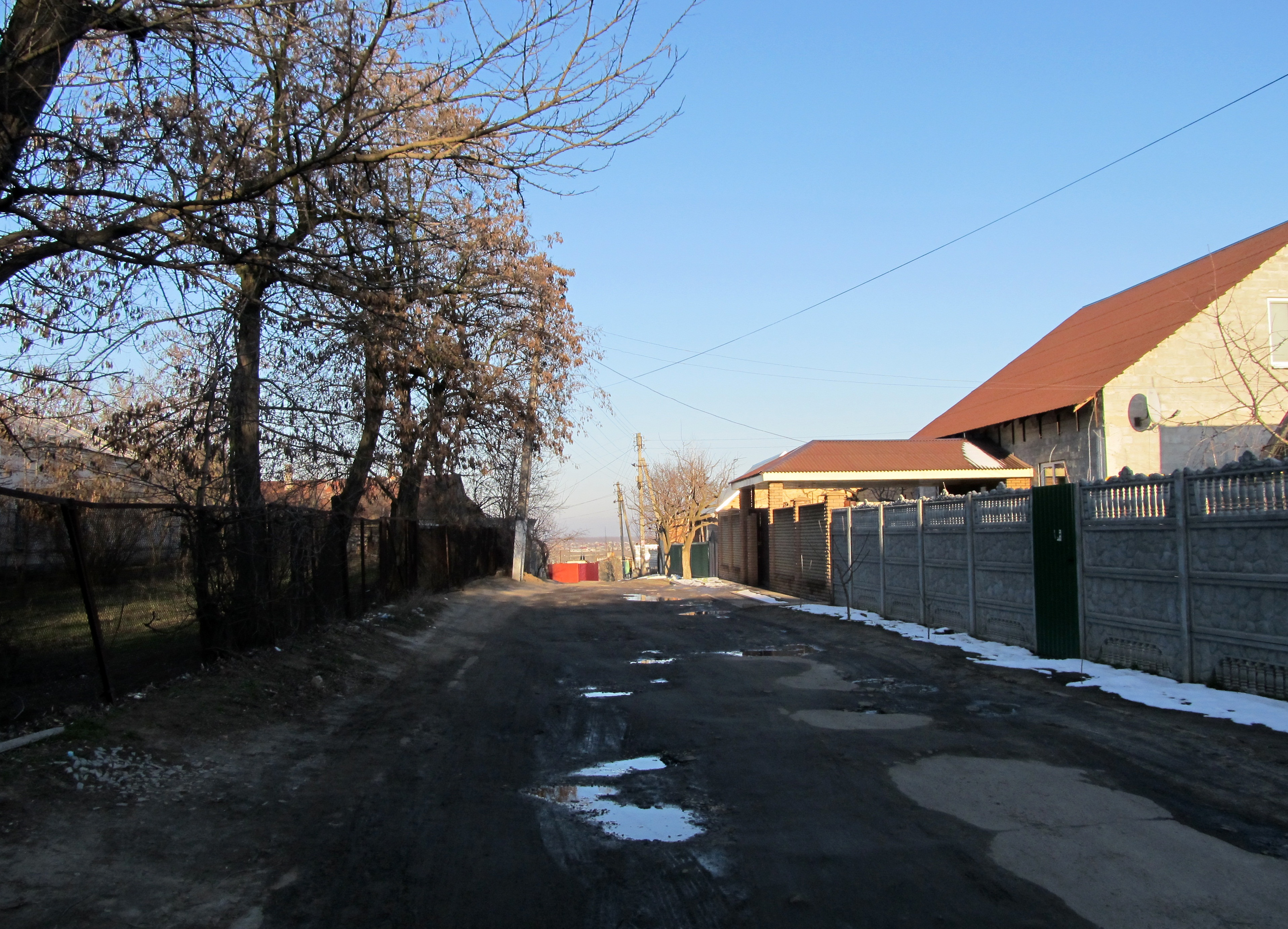
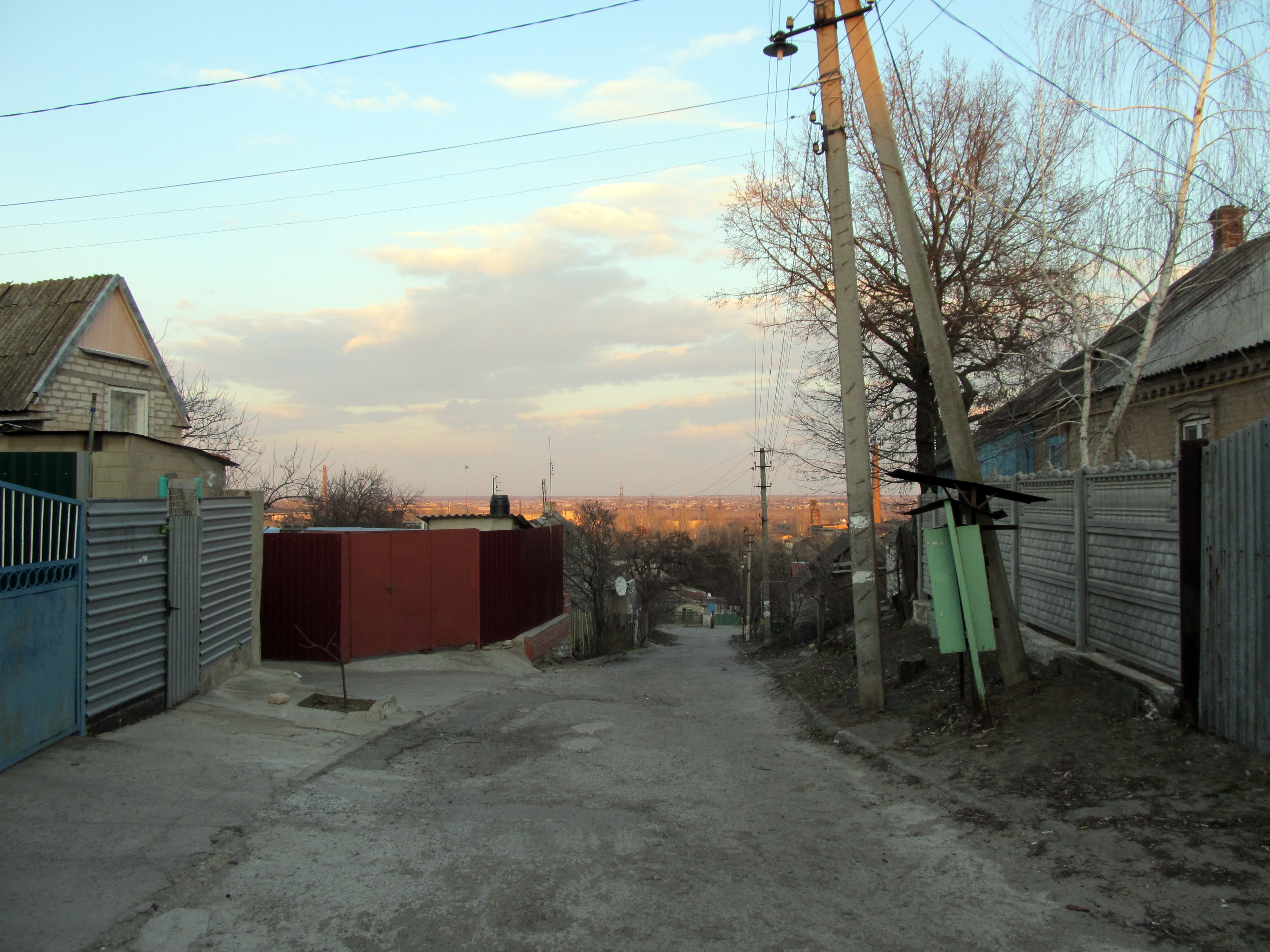
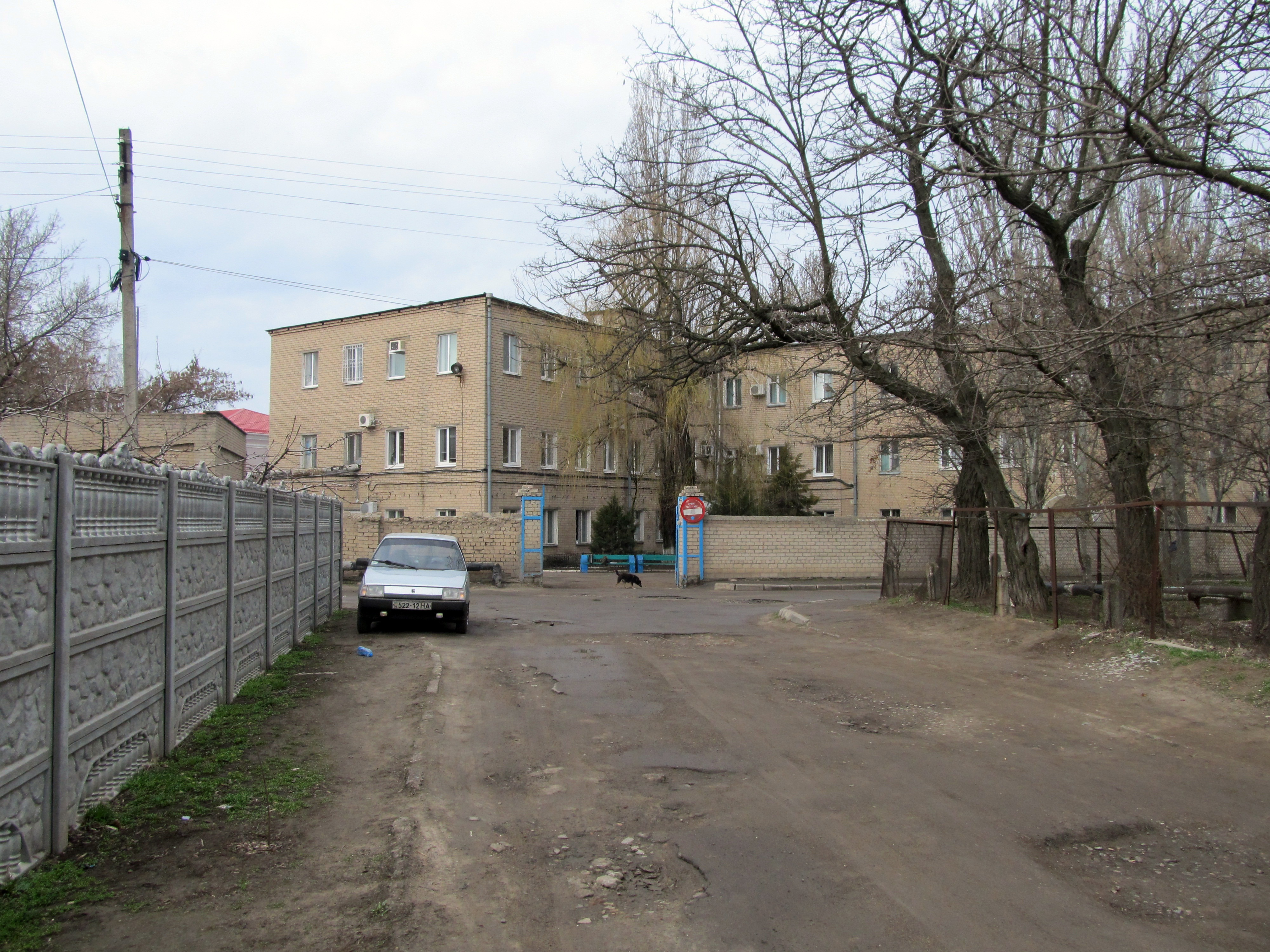
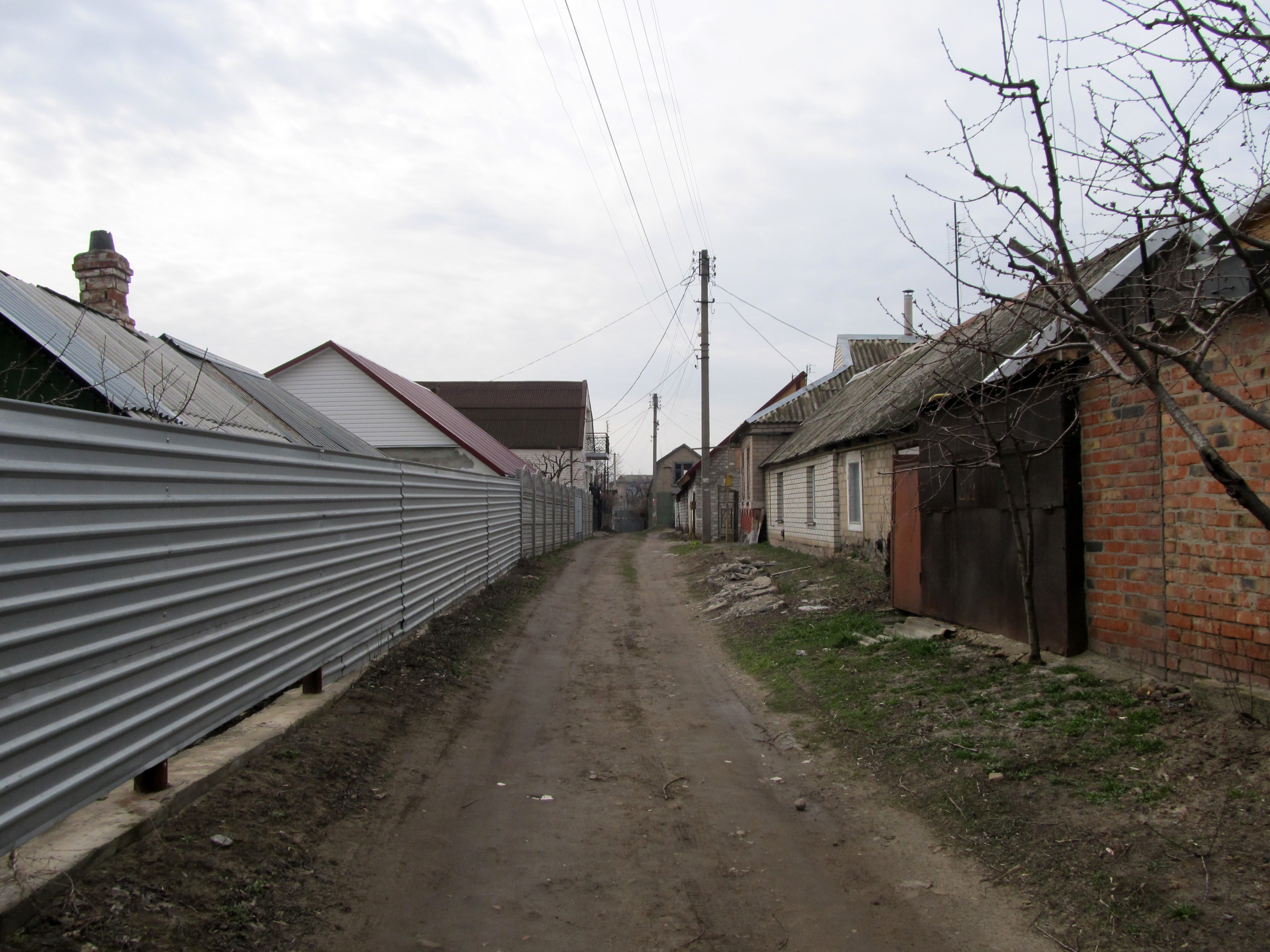